# مكتب وزير الدولة للإصلاح الإداري (لبنان)
لبنان مكتب وزير الدولة لشؤون الإصلاح الإداري ( (بالعربية: مكتب وزير الدولة لشؤون التنمية الإدارية) ) تم إنشاؤه في مايو وديسمبر 1994 من أجل توفير الحلول والإصلاح للإدارة العامة الناقصة بعد الحرب الأهلية. 
تتكون الوزارة من أربع وحدات: 
- وحدة التعاون الفني
- الفريق الاستشاري
- قسم الإدارة
- وحدة التطوير المؤسسي

تولت الدكتورة عناية عزالدين تولي منصب رئيس الحكومة في حكومة رئيس الوزراء سعد الحريري عام 2016 ، لتحل محل نبيل دريج 

## الجهات المانحة
- الصندوق العربي
- الاتحاد الأوروبي
- جهات أخرى

قرض الصندوق العربي للإنماء الاقتصادي والاجتماعي
يهدف قرض الصندوق العربي للإنماء الاقتصادي والاجتماعي إلى إستكمال عملية النهوض بالإدارة اللبنانية ودعم برنامج تطوير الإدارة على الأصعدة الإدارية والبشرية والمعلوماتية. وبعد أخذه بعين الاعتبار أولويات الحكومة الحالية والدروس المكتسبة من جهود الإصلاح الإداري السابقة والبناء على ما تمّ إنجازه حتى هذا التاريخ، وضع مكتب وزير الدولة لشؤون التنمية الإدارية برنامج عمل للقرض تضمن ثلاثة أهداف وطنية وربطها بنتائج متوقعة متعلقة بها لتوجيه نشاطاته المستقبلية التي سيتم تمويلها من قرض الصندوق العربي الجديد: 
الهدف الأول: تأسيس مهارات إدارية حديثة في الإدارات الأساسية. يركز هذا الهدف على معالجة نقاط الضعف والخلل في الإدارة اللبنانية من خلال بناء قدرات مؤسساتية وإدخال التقنيات الحديثة وبرامج التطوير الإداري وتطبيق الحكومة الالكترونية وتطوير قدرات العاملين من خلال برامج تدريب عامة ومتخصصة. الهدف الثاني: تحسين الوصول إلى الخدمات العامة وايجاد إدارة مستجيبة لحاجات المواطنين. يركز هذا الهدف على تقريب الإدارة من المواطن، واعتماد أنظمة جودة الخدمات وتبسيط إجراءات المعاملات الإدارية وتفعيل استخدام تقنيات المعلومات والاتصالات بغية تحسين قدرات القطاع العام في توفير الخدمات للمواطنين. 
الهدف الثالث: مراجعة وتحديث النصوص القانونية وهيكليات الادارات والمؤسسات العامة. يركز هذا الهدف على إيجاد إدارة شفافة وأكثر فعالية من خلال تشريعات وآليات وانظمة عمل حديثة مثل اعتماد نظام مناقصات عصري، وتحويل بعض نشاطات القطاع العام إلى القطاع الخاص... ولتمكين مكتب وزير الدولة والصندوق العربي من وضع معايير ومؤشرات لتقييم أثر المشاريع وضوابط لاختيارها جرى تحديد عدد من النتائج المتوقعة ضمن كل من الأهداف المذكورة: الهدف الأول: تأسيس مهارات إدارية حديثة في الإدارات الأساسية النتائج (Outcomes) المتوقعة على الصعيد الوطني من تحقيق هذا الهدف: 
1. بناء القدرات في موضوع التخطيط الاستراتيجي وتشجيع الإدارات على العمل من ضمن رؤية تنموية شاملة (وضع السياسات وتقييمها، إعداد برامج وخطط عمل وأنظمة متابعة...). 
2. تحسين وصول صانعي القرار إلى البيانات الإدارية والمعلومات المحدثة بشكل مستمر باستخدام تقنيات المعلومات والاتصالات (نظم إدارة مستندات، مكننة سير العمل، نظام إدارة الموارد البشرية...). 
3. تعميم مفهوم إدارة الأداء (performance management) ودعم مفاهيم الإدارة التي تركز على النتائج. 
4. تطوير مهارات العاملين في المجالات الادارية والمعلوماتية في الإدارة العامة. الهدف الثاني: تحسين الوصول إلى الخدمات العامة وايجاد إدارة مستجيبة لحاجات المواطنين. النتائج (Outcomes) المتوقعة على الصعيد الوطني من تحقيق هذا الهدف: 1. تنفيذ مشاريع تؤدي إلى انجاز المعاملات بشكل الكتروني. 2. تحسين المواقع الالكترونية لمختلف للإدارات العامة (وضع معايير ودعم برامج تطوير المواقع الالكترونية...). 3. تحديد مشاريع لتبسيط الإجراءات في الوزارات والمؤسسات العامة وتنفيذها (اختيار مئة معاملة أساسية تهم عدداً كبيراً من المواطنين في جميع الإدارات العامة، والبدء بتبسيط إجراءاتها، احداث مكاتب استقبال، تطوير شباك موحد للمعاملات...). 4. تنفيذ خطة تواصل (communication) وتنفيذ برامج توعية وخطط إعلامية للإدارة. الهدف الثالث: مراجعة وتحديث النصوص القانونية وهيكليات الادارات والمؤسسات العامة. النتائج (Outcomes) المتوقعة على الصعيد الوطني من تحقيق هذا الهدف: 1. تحديث دور ومهام وهيكليات الهيئات الرقابية والإدارات العامة. 2. تطوير قوانين وانظمة تسهم في تطبيق الحكومة الالكترونية. 5. تطوير نظم وتشريعات جديدة للموارد البشرية في مختلف الإدارات. 6. دعم تطبيق نظام جديد للصفقات العمومية ونظام نموذجي للتوريد الإلكتروني. 7. وضع وتطوير قوانين وأنظمة تسهم في اعتماد مفهوم الحكم الرشيد ومكافحة الفساد وتطوير نظم المساءلة. ولتحقيق هذه الأهداف سيقوم مكتب وزير الدولة لشؤون التنمية الإدارية بتنفيذ عدد من البرامج بتمويل من قرض الصندوق العربي الجديد، وتم تحديد البرامج على الشكل التالي: 
‌أ. تطوير قدرات الموارد البشرية في الإدارة العامة
‌ب. دعم مشاريع تتعلق بتطبيق برنامج الحكومة الإلكترونية ‌
ج. تفعيل إدارة موارد القطاع العام وإدخال مفهوم إدارة الجودة واعتماد آليات فعالة لمكافحة الفساد ‌
د. استكمال لمشاريع تم تنفيذها من خلال قرض الصندوق العربي رقم 325/96

## روابط خارجية
- مكتب وزير الدولة للإصلاح الإداري